# Marifjøra
Marifjøra är en ort i Lusters kommun i Vestland fylke i västra Norge. Den ligger på sydsidan av Gaupnefjorden (en arm av Lustrafjorden), vid fylkesväg 603, som är en sidoväg från fylkesväg 55, Sognefjellsveien.
Tidigare var Marifjøra en handels- och marknadsplats, men nu är det först och främst en turistort. I närheten ligger den rikt dekorerade Jorangers kyrka från 1600-talet.
Namnet härstammar från fornnordiskans Mareimsfjara. Den första leden är sammansatt av Mar och heim, av fornnordiskans marr i betydelsen 'häst' eller 'hav', medan den andra leden är densamma som norskans fjære, 'en del av en strand som översvämmas vid högvatten'.

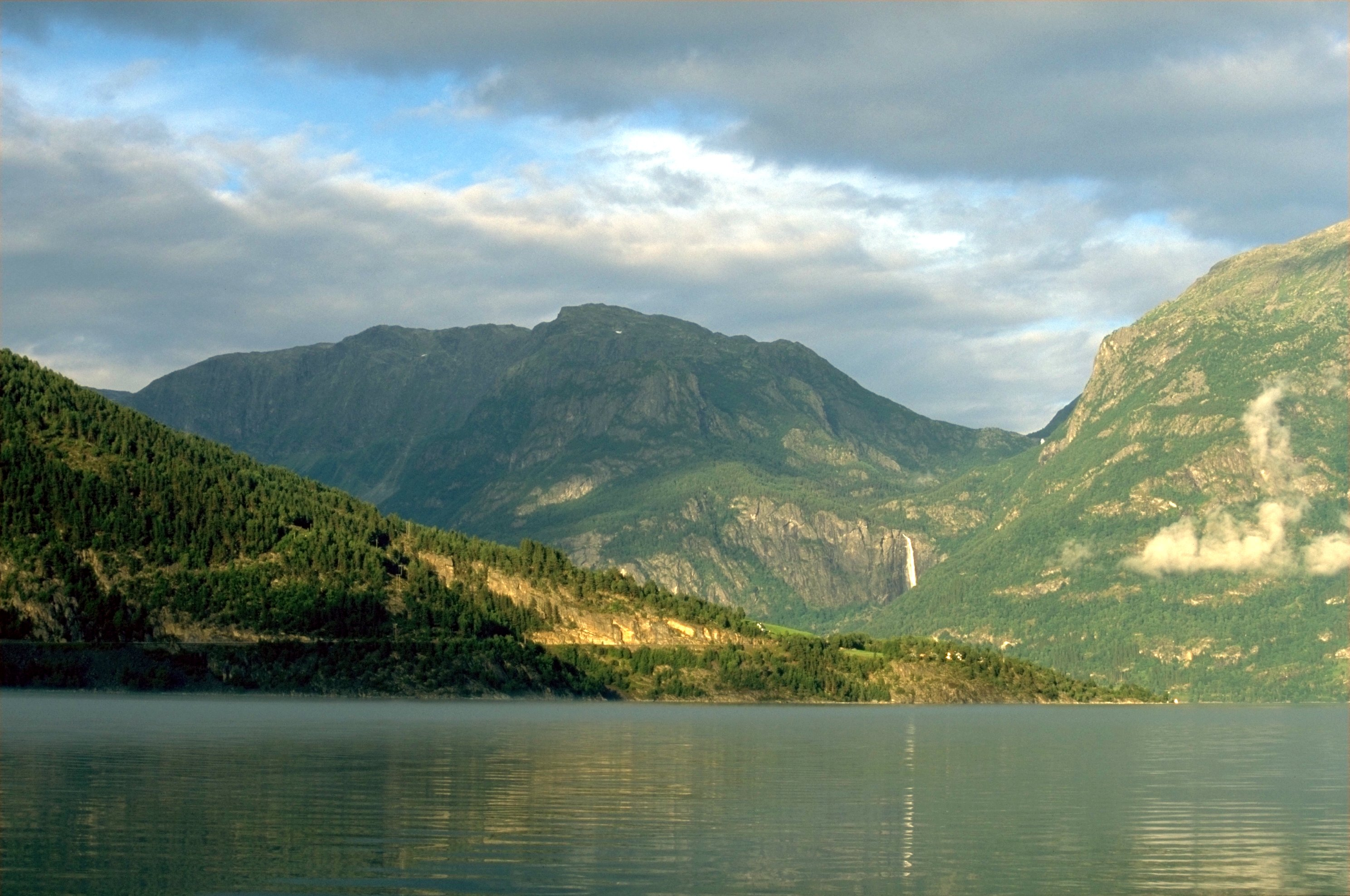
Utsikt över Sognefjorden från Marifjøra.